# サンタ・マリア・マッジョーレ教会 (ベルガモ)
サンタ・マリア・マッジョーレ教会（イタリア語: Basilica di Santa Maria Maggiore）は、イタリアのベルガモにあるカトリック教会の教会堂。

## 歴史

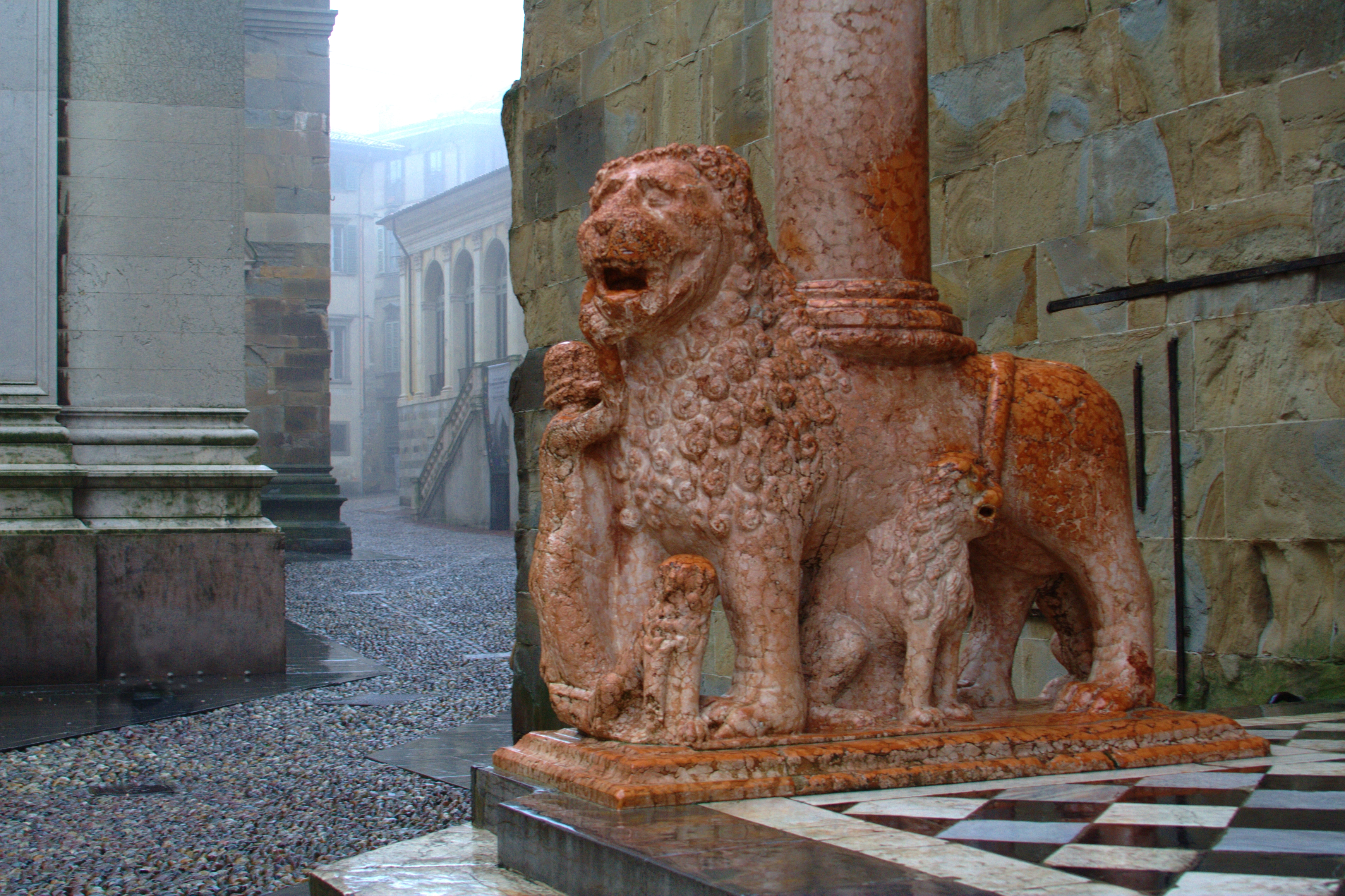
左翼廊入口のライオン像

8世紀から存在した聖母教会を取り壊した後、1137年にサンタ・マリア・マッジョーレ教会がこの地で起工された。1185年に主祭壇が、1187年にクワイヤと左右の翼廊が完成した。経済的状況により、その後13世紀から14世紀頃まで建設は進まなかった。1436年に鐘楼が建てられ始め、それが完成したのは15世紀末頃だった。1481年から1491年に掛けて、ベルガモ領主バルトロメーオ・コッレオーニによって聖具室が改築されるとともに、彼の霊廟となるコッレオーニ礼拝堂が新設された。1521年にピエトロ・イザベッロによってポルタ・フォンタナと呼ばれる南西側の入り口が完成した。17世紀には教会堂全体の改修工事が行われている。

## 建築物

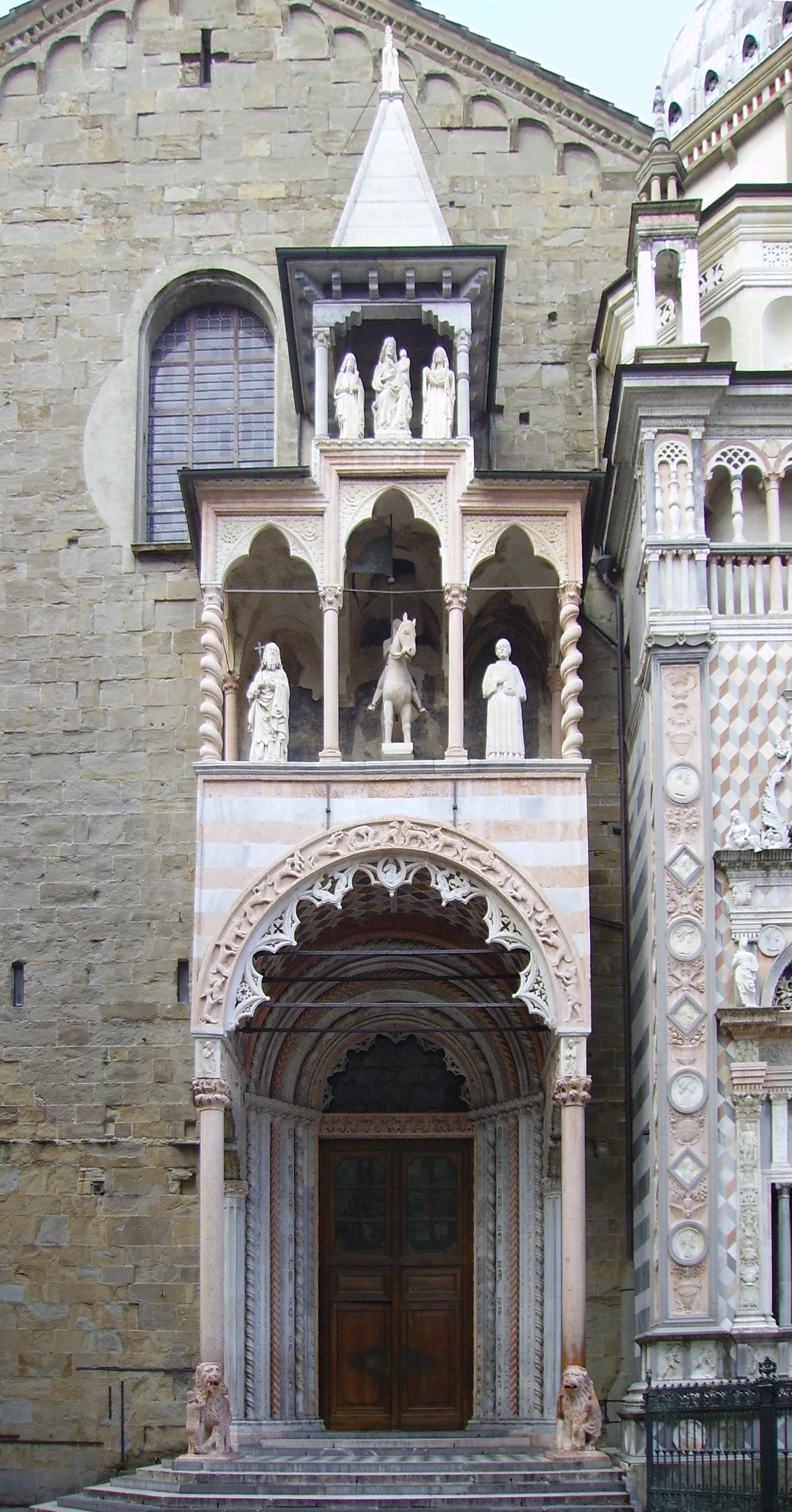
左側の翼廊の入口（プロティロ）

教会堂は左側を大聖堂広場に面していて主な入口はそちら側に作られており、正面は司教館の壁と一体化していて出入口は作られていない。建物の外観は初期のロマネスク様式（ロンバルド・ロマネスク様式）である。
アプス外面の上層階にはロッジア（柱廊）がある形式で、そのフリーズには幾何学模様と植物の模様が描かれている。
左側の翼廊（北側の大聖堂広場に面した面）には著名な彫刻家ジョバンニ・ダ・カンピオーネが手掛けた入口があり、赤いライオン像が支える円柱にはヴェローナ産の大理石が使われている。入口の上階部分には聖バルバラ、聖ヴィンチェンツォ、聖アレッサンドロ像が置かれていて、最上階のニッチ部分には聖母子像が置かれている。右側（南側）の翼廊（大聖堂広場と反対側）にある入口もジョバンニ・ダ・カンピオーネが手掛けたものだが、北側と違い白いライオン像が円柱の基礎に使われているほか、装飾もよりシンプルな形態となっている。

## 教会堂内部

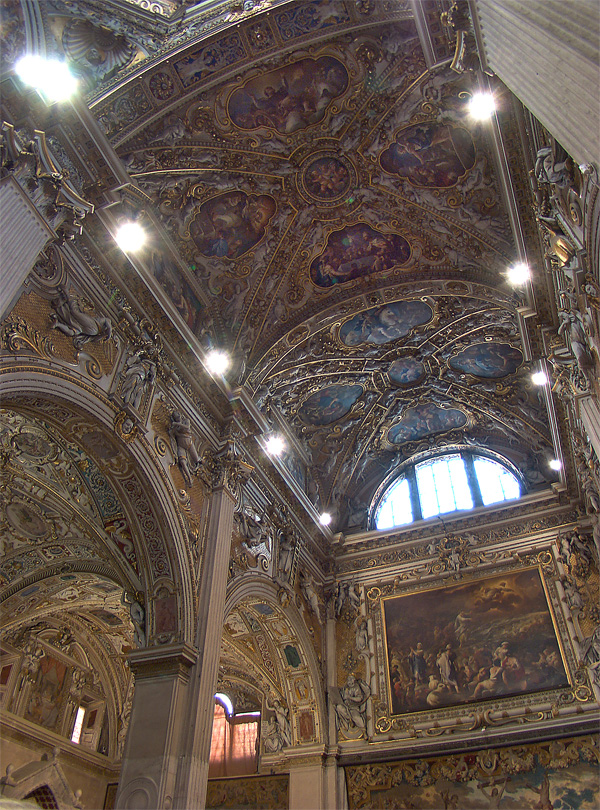
教会堂内部

教会堂内は建設当初のロマネスク様式のギリシャ十字型（集中式）を維持しており、身廊とその両側に側廊があり、交差部の正面仕切りで内陣と区切られている形状である。ただし、内装は17世紀の改装時にバロック様式のものに置き換えられている。
壁面に飾られた聖母マリアの生涯を描いたタペストリーは、1583年から1586年に掛けてアレッサンドロ・アローリがフィレンツェで製作したものや、フランドル地方で作られたものがある。1698年にLudwig van Schoorがアントワープで製作したキリスト磔のタペストリーの上には、1691年にルカ・ジョルダーノが描いた紅海渡渉（海を渡るモーセ）の絵が架けられている。
身廊のいわゆる入口部分にはUgo da Campioneが1313年～1320年に掛けて製作したGuglielmo Longhi枢機卿の彫像や、Vincenzo Velaが1855年に製作した作曲家ガエターノ・ドニゼッティの墓所がある。左側の側廊の始まり部分にはアンドレア・ファントーニが1704年に製作したバロック様式の告解聴聞席が置かれている。
クワイヤの手すり子（バラスター）には、14世紀に作られたキリスト磔の姿がデザインされたものがある。また、クワイヤの木製座席はBernardo ZenaleとAndrea Previtaliによってデザインされたもので、そこに取り付けられている6基のブロンズ製燭台は1597年に作られたものだ。クワイヤの聖書の話をデザインした木彫はロレンツォ・ロットによって製作されたものである。
右側の翼廊には聖アエギディウスの生涯や、最後の晩餐、生命の樹を描いたフレスコ画があるが、一部は17世紀の改修時に描かれたフレスコ画で上書きされてしまっている。

## 現地へのアクセス
- ベルガモ駅（英語版） の北北西 約1.7km
- 公共バス 1, 1A系統Colle Apertoバス停の南東 約500m
- ベルガモ旧市街ケーブルカー 旧市街駅の西北西 約250m